# Гвардія

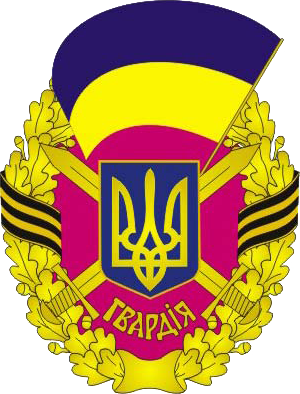
Відзнака гвардійських військ Збройних сил України (до 2016 року)

Гвардія (з італ. guardia, від фр. garder «стерегти, вартувати») — добірна привілейована частина військ. З'явилася в рабовласницьку епоху у вигляді загонів охоронців монархів і полководців. У Стародавній Греції добірні війська називалися священною дружиною. Стародавня Македонія утримувала особливі добірні піші загони й кінну дружину гетайрів («царських улюбленців»), які становили звичайно останній резерв царя. У Стародавньому Римі було 9 добірних когорт по 500 чол. (преторіанці). Найчисленніші добірні війська мала Стародавня Персія — 10-тисячний корпус «безсмертних».
Крім охорони монархів і полководців на відбірні війська покладалося також виконання найскладніших завдань у ході ведення воєнних дій. Добірні загони македонської армії й кінна дружина гетайрів брали активну участь у всіх боях у війнах Александра Македонського.

## Історія виникнення

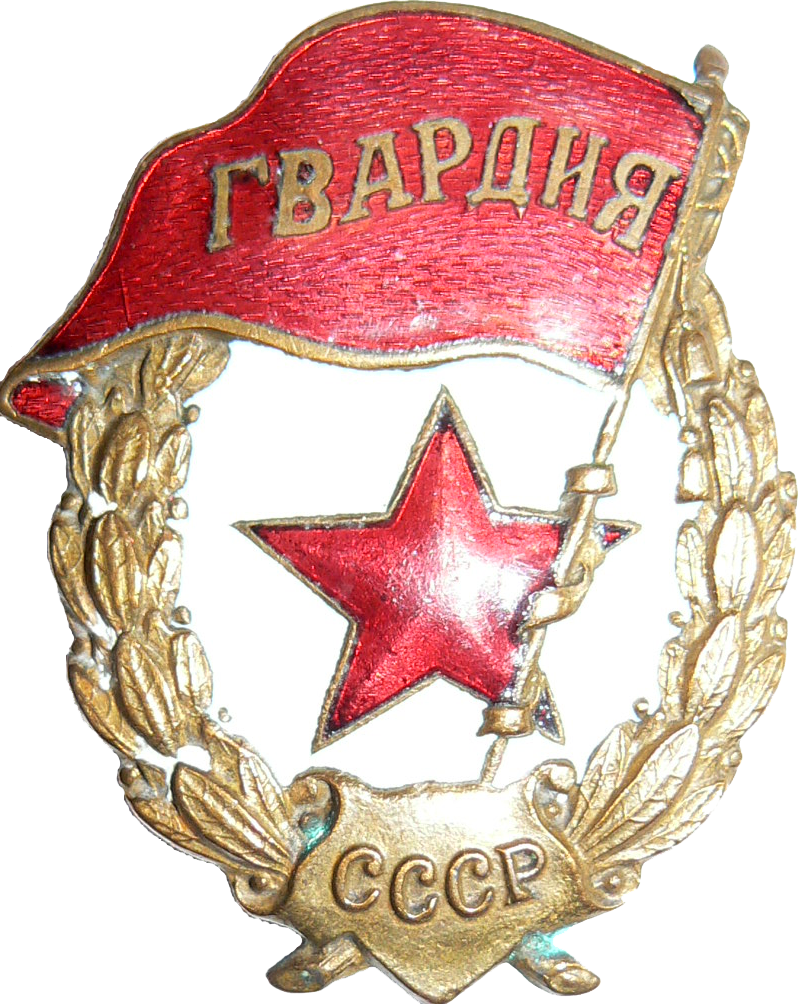
Відзнака радянських гвардійських військ

Термін «гвардія» з'явився в Італії в 12 столітті й позначав добірний загін для охорони державного прапора. У 15 столітті гвардія була створена у Франції, в 17 столітті — в Англії, Швеції, Росії, Пруссії, в 19 столітті — у Туреччині, Японії й інших країнах.
Найчисленніша гвардія була у Франції, Росії й Німеччині. Французька королівська гвардія в 17 столітті складалася з 2 корпусів і включала легку кавалерію, гвардійських жандармів і мушкетерів. Під час Великої французької революції королівська гвардія була ліквідована. Замість неї була створена національна гвардія, замінена при Директорії консульською гвардією. Остання в 1805 була перетворена в імператорську гвардію Наполеона I. До її складу входили усі роди військ: піхота, кавалерія, артилерія, флот, жандармерія. В 1809 гвардія нараховувала 10 тис. чоловік і поділялася на Стару й знов створену (Молоду). В 1812 французька гвардія складалася з 22 піхотних і 7 кавалерійських полків, 13 артилерійських рот, інженерних і інших підрозділів (до 60 тис.чол.). Призначення у гвардію вважалося великою честю. Кандидати у гвардію повинні були прослужити в строю 5 років, брати участь не менш ніж у 2 кампаніях, мати воєнне дарування й бездоганну поведінку. В 1814 чисельність гвардії була доведена до 100 тис. чоловік. Після повалення Наполеона I гвардія була скорочена до кількох полків піхоти й кавалерії й невеликої кількості окремих рот (для охорони палаців).
В 1830 гвардія була розпущена; знову відновлена при Наполеонові III і існувала до 1870.
У Пруссії гвардія була створена наприкінці 17 століття при бранденбурзькому курфюрсті Фрідріху III (пізніше прусський король Фрідріх I). На початку 20 століття німецька гвардія складалася з піхоти (11 полків), кавалерії (9 полків) і польової артилерії (2 артилерійські бригади). У німецькій гвардії були також саперний і обозний батальйони. В 1918 німецька гвардія була ліквідована.
Англійська гвардія до початку 20 століття складалася з піхоти (3 полки) і кавалерії (3 полки).
Японська гвардія включала піхоту (4 полки), кавалерію (1 полк), артилерію (1 полк), саперний і обозний батальйони й жандармський загін.
Шведська гвардія мала піхоту (2 полки) і кавалерію (1 полк).
Іспанська й австрійська гвардія мали по 2 роти піхоти й 1 ескадрону кавалерії.
У Російській імперії гвардія (лейбгвардія) була створена Петром I в 1687 з потішного війська у складі Преображенського й Семеновського полків, що офіційно отримали звання гвардійських у 1700. По Табелі про ранги (1722) офіцери гвардії, що комплектувалися, як правило, із дворян, отримували старшинство в 2 чини перед армійськими офіцерами.
В 1813 у Росії крім Старої гвардії засновується Молода гвардія. Ця назва була спочатку присвоєна 2 гренадерським і 1 кірасирському полкам за відзнаки у Французько-російській війні 1812.
На початку 20 століття гвардія Російської імперії складалася з 12 піхотних, 4 стрілецьких і 13 кавалерійських полків, 3 артилерійських бригад, 1 саперного батальйону, флотського екіпажу й декількох гвардійських кораблів. Брали участь майже у всіх війнах, які велися Росією в 18-20 століттях.
У 1918 імператорська гвардія була розпущена.
У 1918 році в Українській Державі гетьмана Скоропадського була створена Гвардійська Сердюцька дивізія чисельністю в 5000 багнетів.

## Радянська Гвардія

### Гвардійські війська СРСР
У Радянському Союзі гвардія була відроджена 18 вересня 1941, коли відповідно до рішення Ставки Верховного Головнокомандування за масовий героїзм, мужність особового складу, високу воєнну майстерність наказом наркома оборони СРСР № 308 були перейменовані: 100-та стрілецька дивізія (командир генерал-майор Русіянов І. Н.) — в 1-шу гвардійську стрілецьку дивізію; 127-ма стрілецька дивізія — в 2-гу гвардійську стрілецьку дивізію; 153-тя стрілецька дивізія — в 3-тю гвардійську стрілецьку дивізію; 161-ша стрілецька дивізія — в 4-ту гвардійську стрілецьку дивізію. У танкових військах гвардійської стала 4-та танкова бригада полковника Катукова М. Е., перетворена на 1-шу гвардійську танкову бригаду 11 листопада 1941. Першим гвардійським авіаційним полком 6 грудня 1941 став 29-й Червонопрапорний винищувальний авіаційний полк, льотчики якого за 2,5 місяці війни збили 47 літаків противника. У квітні 1942 гвардійськими стали крейсер «Червоний Кавказ», ескадрений міноносець «Стойкий», а в червні й крейсер «Червоний Крим».
Частинам і з'єднанням, відзначеним гвардійського звання, відповідно до постанови Президії Верховної Ради СРСР вручалися гвардійські прапори.
21 травня 1942 року Указом Президії Верховної Ради СРСР для військовослужбовців гвардійських частин і з'єднань Червоної армії був заснований нагрудний знак «Гвардія», а для гвардійців ВМФ — прямокутна пластинка з муаровою стрічкою помаранчевих кольорів із чорними поздовжніми смугами. Одночасно були введені гвардійські військові звання.
У Сталінградській битві воювали 1-ша, 2-га, 3-тя гвардійські армії, а після розгрому німецьких загарбників під Сталінградом у гвардійські перетворені 24-та, 66-та, 21-ша, 64-та, 62-га, 30-та і 16-та загальновійськові армії, які стали відповідно йменуватися 4-та, 5-та, 6-та, 7-ма, 8-ма, 9-та, 10-та і 11-й гвардійськими арміями.
В 1943 з'являються перші гвардійські танкові армії: 22 лютого — 4-та (1-го формування) і 5-та танкові. В 1944 у гвардійські перетворені 1-ша, 2-га і 6-та, а в 1945 році і 4-та (2-го формування) танкові армії.

Нарукавний шеврон 106-ї гвардійської повітрянодесантної дивізії.

На 9 травня 1945 у Радянських збройних силах гвардійського звання були визнані гідними: 11 загальновійськових і 6 танкових армій; 1 кінно-механізована група; 40 стрілецьких, 7 кавалерійських, 12 танкових, 9 механізованих і 14 авіаційних корпусів; 117 стрілецьких, 9 повітряно-десантних, 17 кавалерійських, 6 артилерійських, 53 авіаційних і 6 зенітно-артилерійських дивізій, 7 дивізій реактивної артилерії; 13 мотострілецьких, 3 повітряно-десантних, 66 танкових, 28 механізованих, 3 самохідно-артилерійських, 64 артилерійських полків; 1 мінометна, 11 винищувально-протитанкових, 40 реактивної артилерії, 6 інженерних і 1 залізнична бригади; 1 укріплений район; 18 бойових кораблів і велика кількість частин різних родів військ.
На 2008 гвардія існує в деяких країнах як особиста охорона монарха або президента.

## Національна гвардія України
Національна гвардія України — військове формування з правоохоронними функціями, що входить до системи Міністерства внутрішніх справ України (МВС) і призначено для виконання завдань із захисту та охорони життя, прав, свобод і законних інтересів громадян України, суспільства і держави від злочинних та інших протиправних посягань, охорони громадського порядку та забезпечення громадської безпеки, а також у взаємодії з правоохоронними органами — із забезпечення державної безпеки і захисту державного кордону, припинення терористичної діяльності, діяльності незаконних воєнізованих або збройних формувань (груп), терористичних організацій, організованих груп та злочинних організацій. Як самостійна силова структура існувала з 1991 по 2000, як військове формування з правоохоронними функціями на базі Внутрішніх військ Міністерства внутрішніх справ України та залученням нових військових кадрів на добровольчій основі з 13 березня 2014 року. Загальна чисельність — 60 тисяч військовослужбовців.